# Wereldkampioenschappen inlineskaten 2013
De wereldkampioenschappen inline-skaten 2013 werden van 23 tot en met 31 augustus gehouden in Oostende, België. Eerder vonden er al internationale inlineskatewedstrijden en -kampioenschappen plaats in Oostende.
Het was de tweeënveertigste editie van de officiële wereldkampioenschappen inline-skaten, welke sinds 1966 worden gehouden. En het twintigste waarbij weg en piste samen zijn gevoegd.

## Programma
Hieronder is het programma weergegeven voor dit toernooi.
| Piste       | Piste                               | Piste                               |
| Datum       | Mannen                              | Vrouwen                             |
| ----------- | ----------------------------------- | ----------------------------------- |
| 23 augustus | 300m Time trial 10000m Punt + afval | 300m Time trial 10000m Punt + afval |
| 24 augustus | 500 Sprint 15000 Afvalrace          | 500 Sprint 15000 Afvalrace          |
| 25 augustus | 1000m Sprint 3000m Aflossing        | 1000m Sprint 3000m Aflossing        |

| Weg         | Weg                                | Weg                                |
| Datum       | Mannen                             | Vrouwen                            |
| ----------- | ---------------------------------- | ---------------------------------- |
| 27 augustus | 200m Time Trial 10000m Puntenkoers | 200m Time Trial 10000m Puntenkoers |
| 28 augustus | 20000m Afvalrace                   | 20000m Afvalrace                   |
| 29 augustus | 500m Sprint 5000m Aflossing        | 500m Sprint 5000m Aflossing        |
|             |                                    |                                    |
| 31 augustus | Marathon                           | Marathon                           |

## Belgische deelnemers[5]
| Mannen | Vrouwen                                          |
| --- | ------------------------------------------------ |
| Niels Provoost Karel Meulders (marathon) Tim Sibiet Bart Swings Maarten Swings Ferre Spruyt Jore Van den Berghe Wannes Van Praet (marathon) | Jessica Gaudesaboos (marathon) Hanne Wouters     |
| Jongens (junioren) | Meisjes (junioren)                               |
| Mathias Vosté | Sandrine Tas Ellen Van de Catsye Stien Vanhoutte |

## Nederlandse deelnemers[6]
| Mannen | Vrouwen |
| --- | --- |
| Crispijn Ariëns Ruurd Dijkstra (piste) Gary Hekman (weg) Mark Horsten Jan van Loon (alleen marathon) Michel Mulder Ronald Mulder Geert Plender Lars Scheenstra     | Lisanne Buurman (alleen marathon) Sharon Hendriks (alleen marathon) Manon Kamminga Bianca Roosenboom Irene Schouten Elma de Vries |
| Jongens (junioren) | Meisjes (junioren) |
| Gerco van de Beek Jordy Harink Evert Hoolwerf (marathon) Jan Korenberg (marathon) Remon Kwant Kay Schipper (marathon) Rick Schipper Yoram van der Vlugt (marathon) | Annemarie Boer Melissa de Boer (alleen marathon) Lisa van der Geest Kelly Schouten (weg)                                          |

## Medailles

### Mannen
| Piste                | Piste                                                          | Piste                                                                    | Piste                                                                     |
| Afstand              | Goud ·                                                         | Zilver ·                                                                 | Brons ·                                                                   |
| -------------------- | -------------------------------------------------------------- | ------------------------------------------------------------------------ | ------------------------------------------------------------------------- |
| 300m Time trial      | Andres Muñoz                                                   | Pedro Causil                                                             | Ioseba Fernandez                                                          |
| 500m Sprint          | Andres Muñoz                                                   | Lo Weilin                                                                | Danny Sargoni                                                             |
| 1000m Sprint         | Bart Swings                                                    | Alexis Contin                                                            | Ewen Fernandez                                                            |
| 10.000m Punt + afval | Bart Swings                                                    | Alexis Contin                                                            | Fabio Francolini                                                          |
| 15.000m Afvalrace    | Peter Michael                                                  | Fabio Francolini                                                         | Alexis Contin                                                             |
| 3000m Aflossing      | België Tim Sibiet Ferre Spruyt Bart Swings Jore Van den Berghe | Italië Andrea Angeletti Lorenzo Cassioli Giovanni Conte Fabio Francolini | Frankrijk Alexis Contin Ewen Fernandez Gwendal Lepivert Nicolas Pelloquin |

| Weg                 | Weg                                               | Weg                                                       | Weg                                                  |
| Afstand             | Goud ·                                            | Zilver ·                                                  | Brons ·                                              |
| ------------------- | ------------------------------------------------- | --------------------------------------------------------- | ---------------------------------------------------- |
| 200m Time trial     | Pedro Causil                                      | Ioseba Fernandez                                          | Emanuelle Silva                                      |
| 500m Sprint         | David Arce                                        | Andres Muñoz                                              | Gwendal Lepivert                                     |
| 10.000m Puntenkoers | Bart Swings                                       | Felix Rijhnen                                             | Fabio Francolini                                     |
| 20.000m Afvalrace   | Alexis Contin                                     | Lorenzo Cassioli                                          | Fabio Francolini                                     |
| 42.195m Marathon    | Crispijn Ariëns                                   | Peter Michael                                             | Bart Swings                                          |
| 5000m Aflossing     | Colombia Andres Agudelo Pedro Causil Andres Muñoz | Italië Andrea Angeletti Lorenzo Cassioli Fabio Francolini | Frankrijk Nolan Bedoiaf Alexis Contin Ewen Fernandez |

### Vrouwen
| Piste                | Piste                                                          | Piste                                                 | Piste                              |
| Afstand              | Goud ·                                                         | Zilver ·                                              | Brons ·                            |
| -------------------- | -------------------------------------------------------------- | ----------------------------------------------------- | ---------------------------------- |
| 300m Time trial      | Jersy Puello                                                   | Maria José Moya                                       | Andrea Segura                      |
| 500m Sprint          | Andrea Segura                                                  | Jersy Puello                                          | Erin Jackson                       |
| 1000m Sprint         | Jenny Serrano                                                  | Huang Yuting                                          | Francesca Lollobrigida             |
| 10.000m Punt + afval | Yang Ho-chen                                                   | Guo Dan                                               | Francesca Lollobrigida             |
| 15.000m Afvalrace    | Francesca Lollobrigida                                         | Guo Dan                                               | Sindy Cortez                       |
| 3000m Aflossing      | Colombia Luisa Agudelo Jersy Puello Paola Segura Jenny Serrano | Taiwan Huang Yuting Li Mengchu Liu Fujen Yang Ho-chen | China Cui Xuemiao Guo Dan Li Lisha |

| Weg                 | Weg                                      | Weg                                | Weg                                                      |
| Afstand             | Goud ·                                   | Zilver ·                           | Brons ·                                                  |
| ------------------- | ---------------------------------------- | ---------------------------------- | -------------------------------------------------------- |
| 200m Time trial     | Jersy Puello                             | Erika Zanetti                      | Maria Moya                                               |
| 500m Sprint         | Jersy Puello                             | Manon Kamminga                     | Erika Zanetti                                            |
| 10.000m Puntenkoers | Francesca Lollobrigida                   | Guo Dan                            | Yang Ho-chen                                             |
| 20.000m Afvalrace   | Francesca Lollobrigida                   | Guo Dan                            | Sindy Cortez                                             |
| 42.195m Marathon    | Francesca Lollobrigida                   | Manon Kamminga                     | Huang Yuting                                             |
| 5000m Aflossing     | Taiwan Li Mengchu Liu Fujen Yang Ho-chen | China Cui Xuemiao Guo Dan Li Lisha | Nederland Manon Kamminga Bianca Roosenboom Elma de Vries |

### Medaillespiegel
| Plaats | Land             | Goud | Zilver | Brons | Totaal |
| 1      | Colombia         | 11   | 3      | 1     | 15     |
| 2      | Italië           | 4    | 5      | 7     | 16     |
| 3      | België           | 4    | 0      | 1     | 5      |
| 4      | Taiwan           | 2    | 3      | 2     | 7      |
| 5      | Frankrijk        | 1    | 2      | 5     | 8      |
| 6      | Nederland        | 1    | 2      | 1     | 4      |
| 7      | Nieuw-Zeeland    | 1    | 1      | 0     | 2      |
| 8      | China            | 0    | 5      | 1     | 6      |
| 9      | Spanje           | 0    | 1      | 1     | 2      |
| 10     | Chili            | 0    | 1      | 2     | 3      |
| 11     | Duitsland        | 0    | 1      | 0     | 1      |
| 12     | Venezuela        | 0    | 0      | 2     | 2      |
| 13     | Verenigde Staten | 0    | 0      | 1     | 1      |
| Totaal | Totaal           | 24   | 24     | 24    | 72     |

Officieuze wereldkampioenschappen

Monza 1937 ·
Ferrara 1938 ·
Monfalcone 1948 ·
Ferrara 1949 ·
Monfalcone 1951 ·
Lido di Venezia 1953 ·
Bari 1954 ·
Palermo 1957 ·
Finale Ligure 1958 ·
Wetteren 1960 ·
Gujan-Mestras 1961 ·
Nantes 1963 ·
Madrid 1964 ·
Syracuse 1965
Officiële wereldkampioenschappen (afwisselend piste en weg)

Mar del Plata 1966 ·
Barcelona 1967 ·
Montecchio 1968 ·
Mar del Plata 1969 ·
Sesto San Giovanni 1973 ·
Mar del Plata 1975 ·
Mar del Plata 1978 ·
Finale Emilia 1979 ·
Masterton 1980 ·
Oostende 1981 ·
Finale Emilia 1982 ·
Mar del Plata 1983 ·
Bogotá 1984 ·
Colorado Springs 1985 ·
Adelaide 1986 ·
Grenoble 1987 ·
Cassano d'Adda 1988 ·
Hastings 1989 ·
Bello 1990 ·
Oostende 1991 ·
Rome 1992 ·
Colorado Springs 1993
Piste en weg gecombineerd (huidige vorm)

Gujan-Mestras 1994 ·
Perth 1995 ·
Venetië 1996 ·
Mar del Plata 1997 ·
Pamplona 1998 ·
Santiago 1999 ·
Barrancabermeja 2000 ·
Valence d'Agen 2001 ·
Oostende 2002 ·
Barquisimeto 2003 ·
Abruzzo 2004 ·
Suzhou 2005 ·
Anyang 2006 ·
Cali 2007 ·
Gijón 2008 ·
Haining 2009 ·
Guarne 2010 ·
Yeosu 2011 ·
Ascoli Piceno/San Benedetto del Tronto 2012 ·
Oostende 2013 ·
Rosario 2014 ·
Kaohsiung 2015 ·
Nanjing 2016 ·
Nanjing 2017 ·
Heerde/Arnhem 2018 ·
Barcelona 2019 ·
Ibagué 2021 ·
Buenos Aires 2022 ·
Montecchio Maggiore/Vicenza 2023 ·
Pescara 2024